# 千葉県道205号幕張停車場線
千葉県道205号幕張停車場線（ちばけんどう205ごう まくはりていしゃじょうせん）は千葉市花見川区幕張町5丁目のJR幕張駅前を起点とし、同じく千葉県千葉市花見川区幕張町5丁目の国道14号との交点である「幕張5丁目」交差点を終点とする一般県道である。

## 起点・終点
- 千葉市花見川区幕張町5丁目、JR幕張駅前
- 千葉市花見川区幕張町5丁目、「幕張5丁目」交差点

## 通過する自治体
- 千葉県
  - 千葉市（花見川区）

## 接続するおもな道路
- 国道14号（終点）

## 関連
- 千葉県の県道一覧

座標: 北緯35度39分29秒 東経140度3分21.1秒 / 北緯35.65806度 東経140.055861度